# Ramodatodes rufovelutinum
Ramodatodes rufovelutinum là một loài bọ cánh cứng trong họ Cerambycidae.